# Barriosuso (Santibáñez del Val)
Barriosuso es un pueblo situado en la provincia de Burgos, España. En su emplazamiento se puede apreciar el contraste que hace la vegetación con los grandes riscos.

## Demografía
En 1842 contaba con 13 hogares y 25 vecinos. A 1 de enero de 2022 contaba con una población de 29 habitantes, 19 hombres y 10 mujeres.
| Gráfica de evolución demográfica de Barriosuso (Burgos) entre 2000 y 2022                        |
|                                                                                                  |
| Población de derecho (2000-2022) según los censos de población del INE a 1 de enero de cada año. |

## Situación
Barriosuso con más de mil años de historia, se encuentra a los pies del monte Valdosa en plena naturaleza en el espacio natural de Sabinares del Arlanza. Ubicado a 7 kilómetros de Silos y 15 de Covarrubias.

## Asociaciones
- Cofradía de Santa Cecilia: con documentación escrita desde el año 1723, los miembros de esta cofradía lo componen hijos del pueblo de Barriosuso y su principal misión es la de velar por la conservación del templo y de su entorno, así como de las tradiciones enfocadas a dicha ermita, sobre todo el día de la fiesta de la patrona Santa Cecilia.

## Monumentos

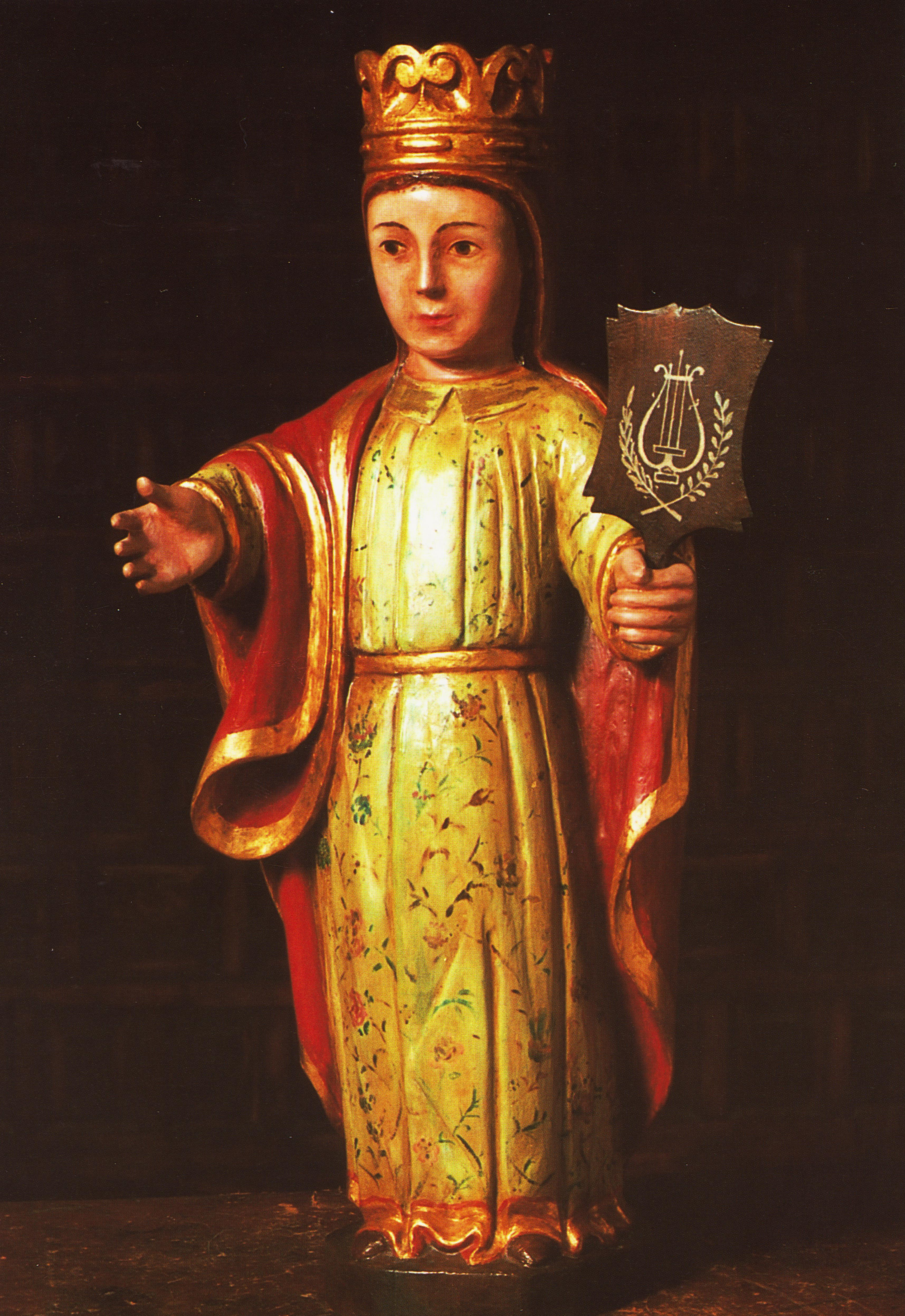
Imagen de Santa Cecilia.

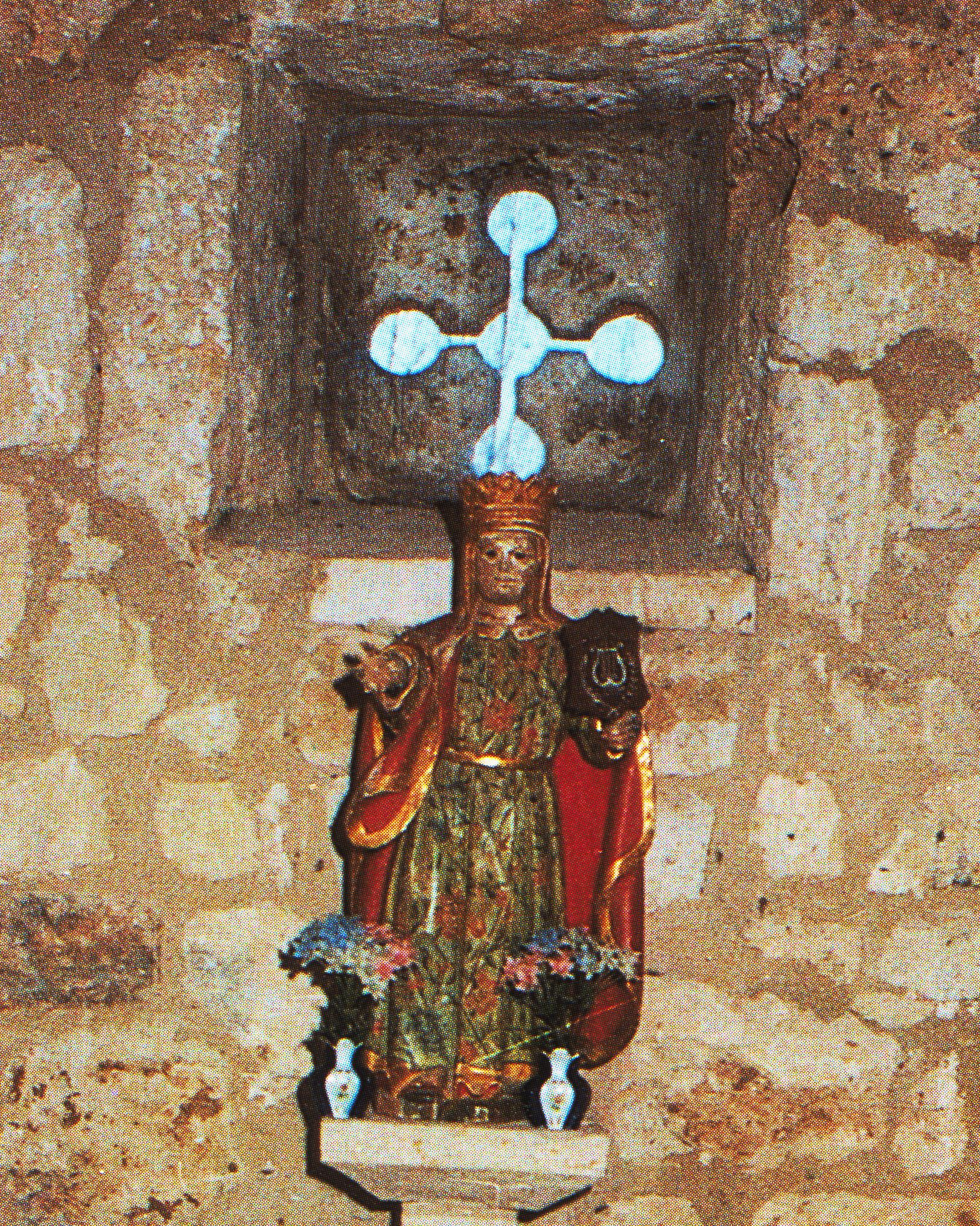
Imagen de Santa Cecilia.

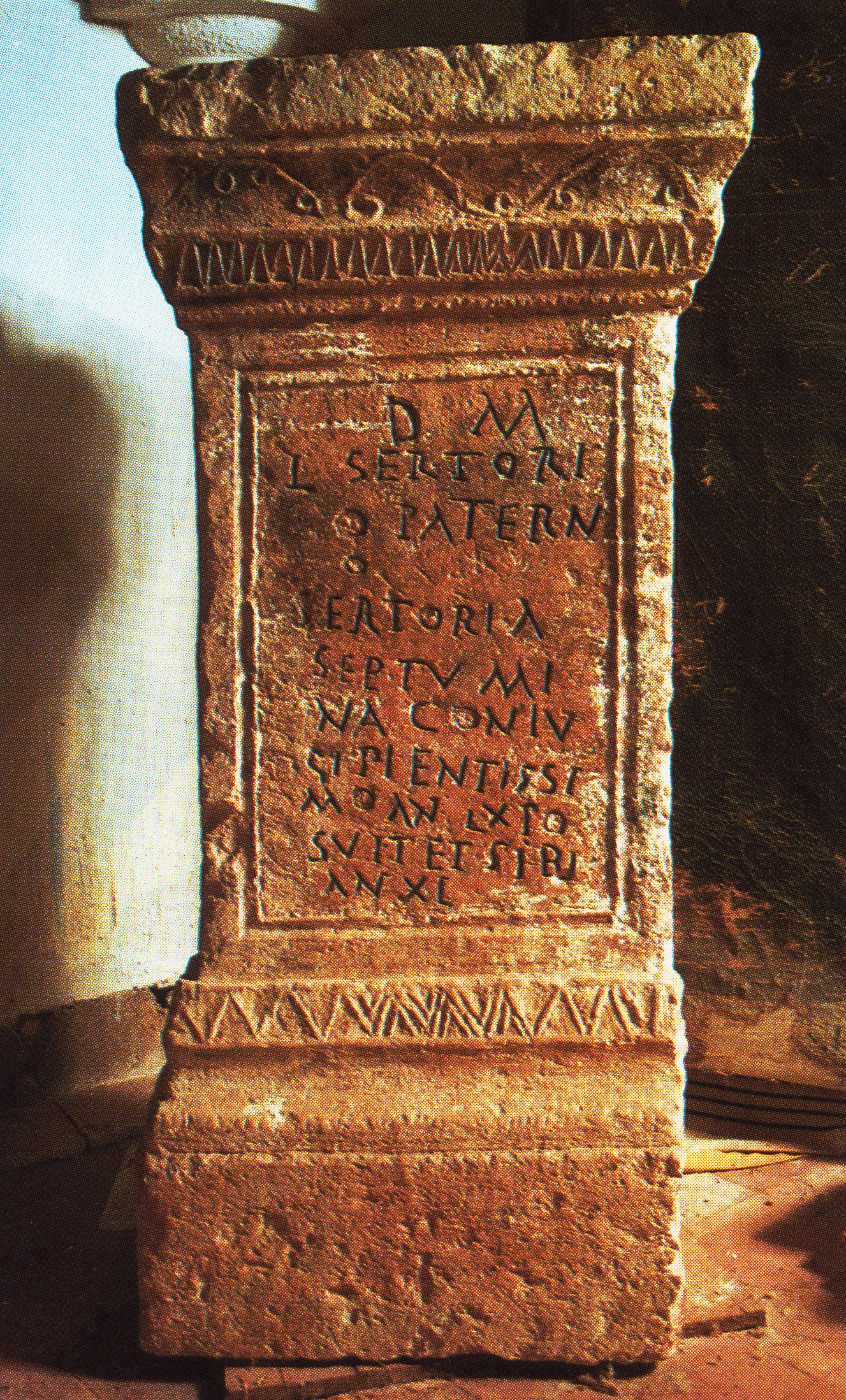
Monumento funerario romano.

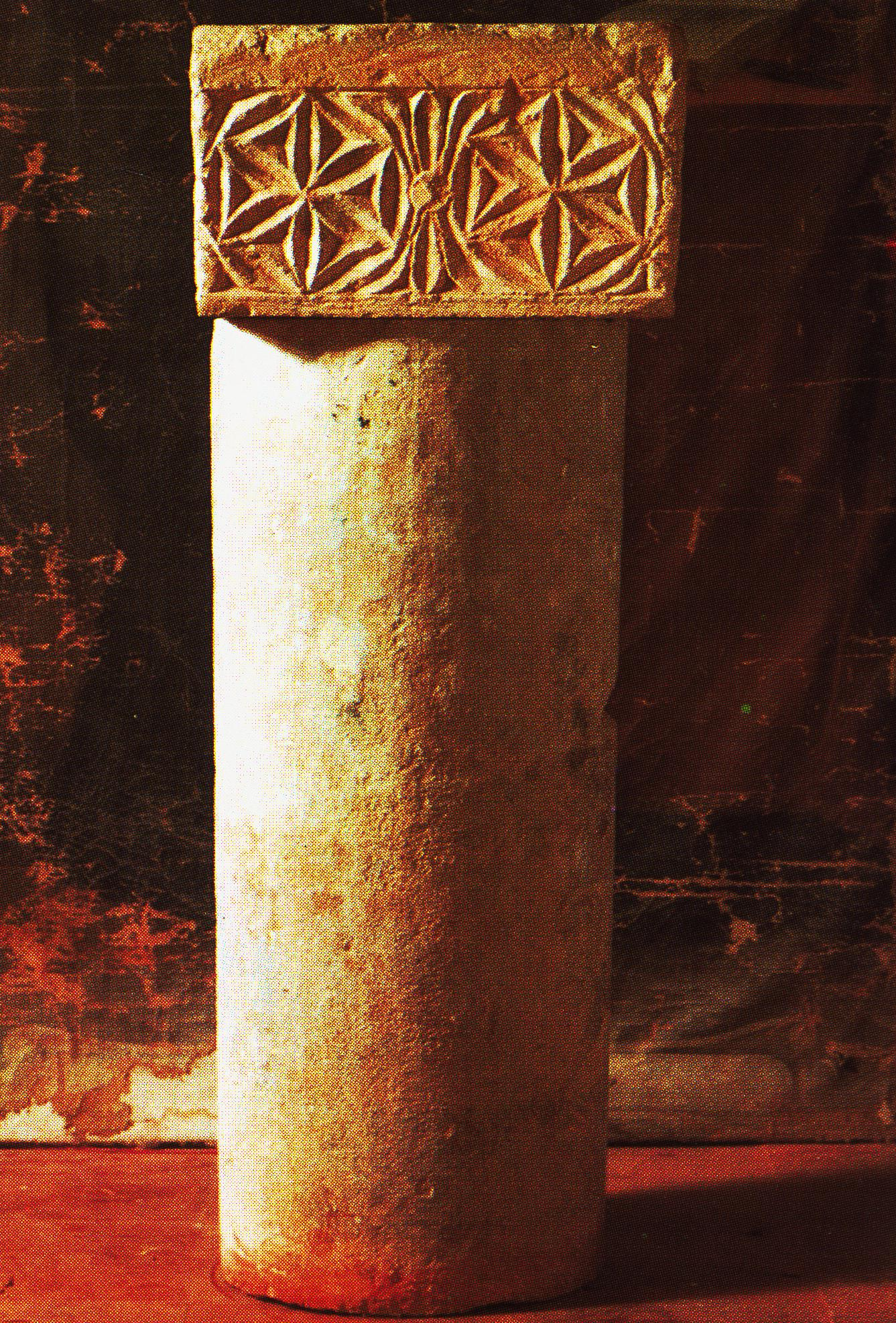
Pilar de agua bendita.

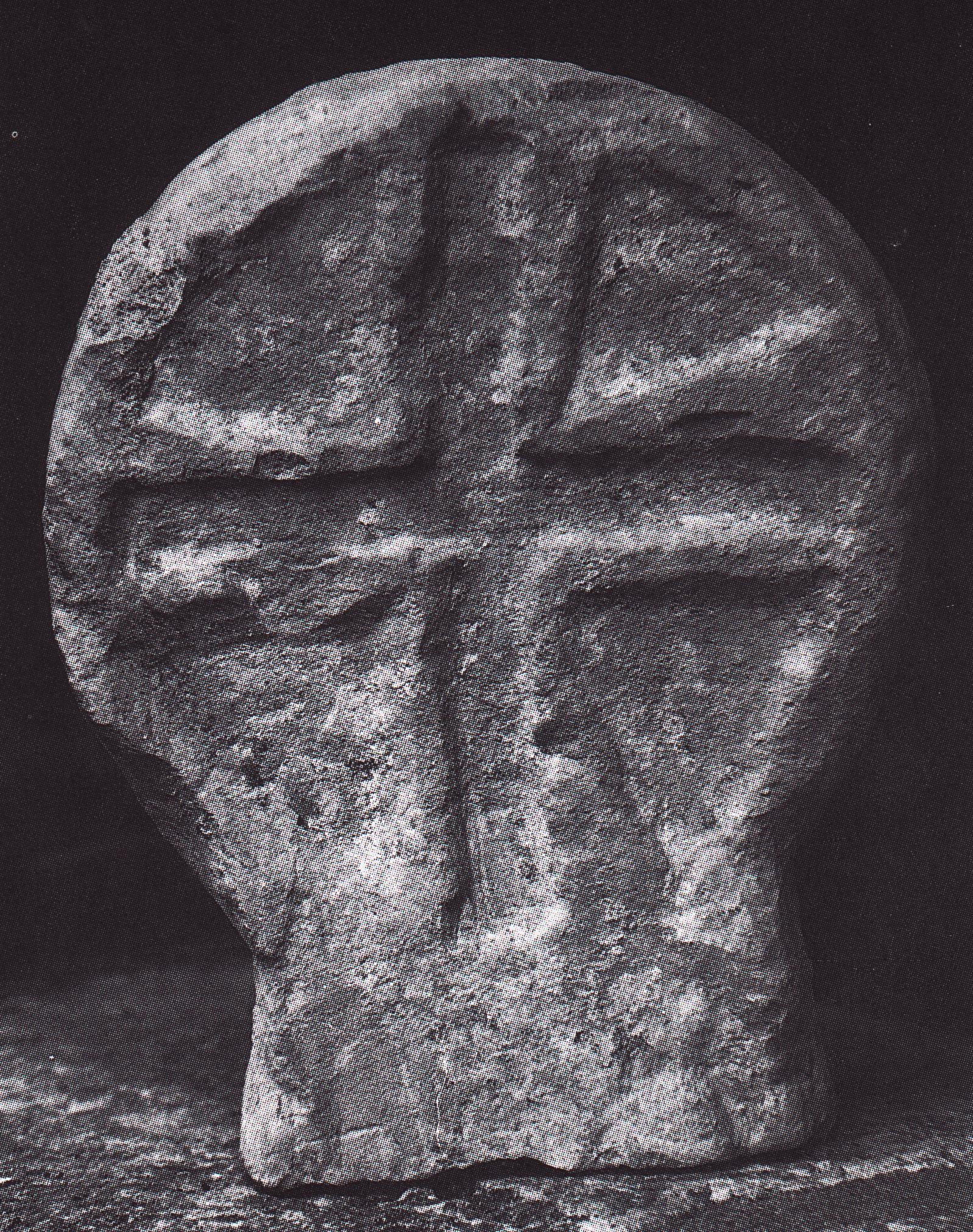
Estela mozárabe.

- Ermita mozárabe de Santa Cecilia

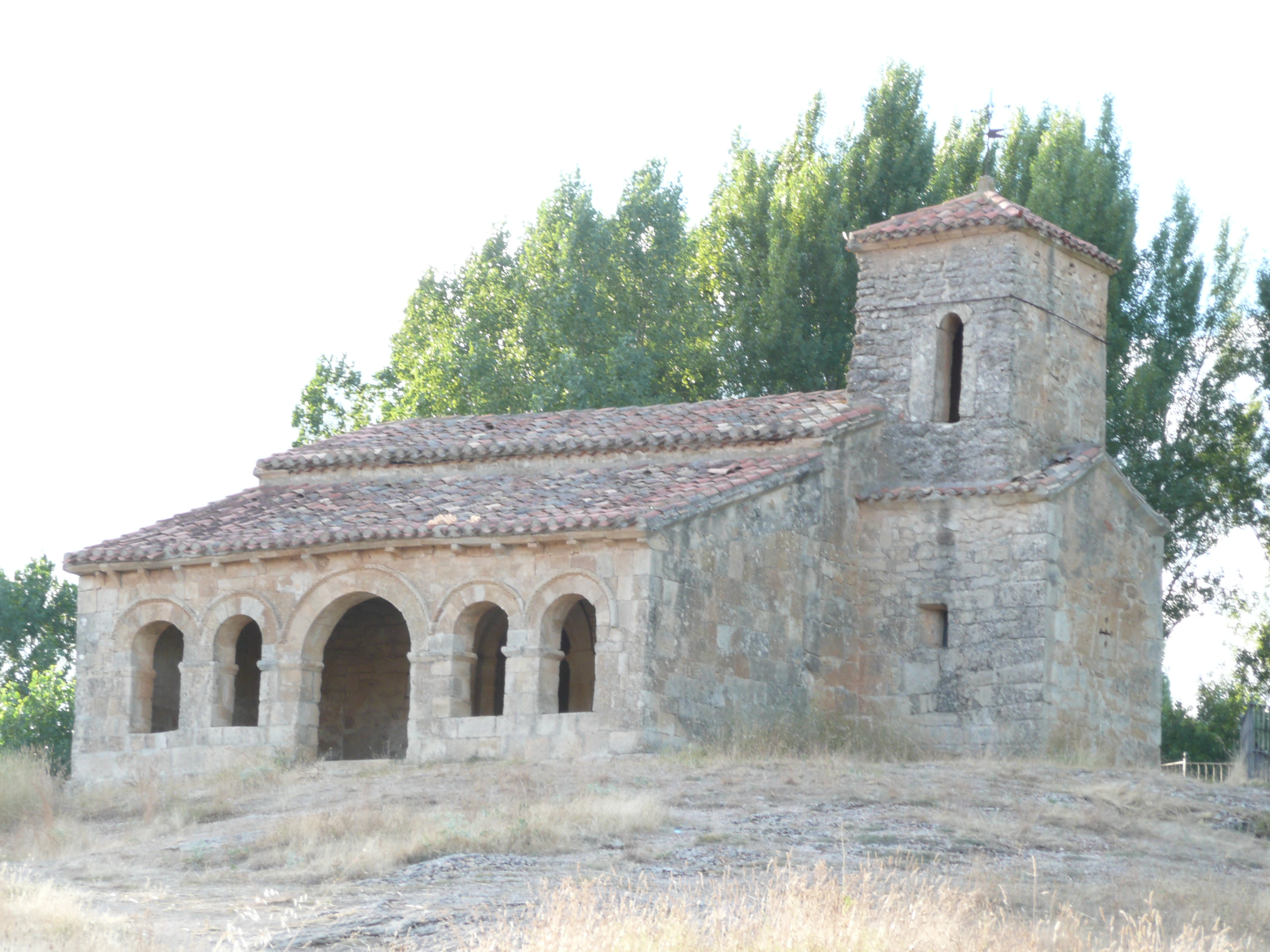
Ermita mozárabe de Santa Cecilia, siglos X y XII.
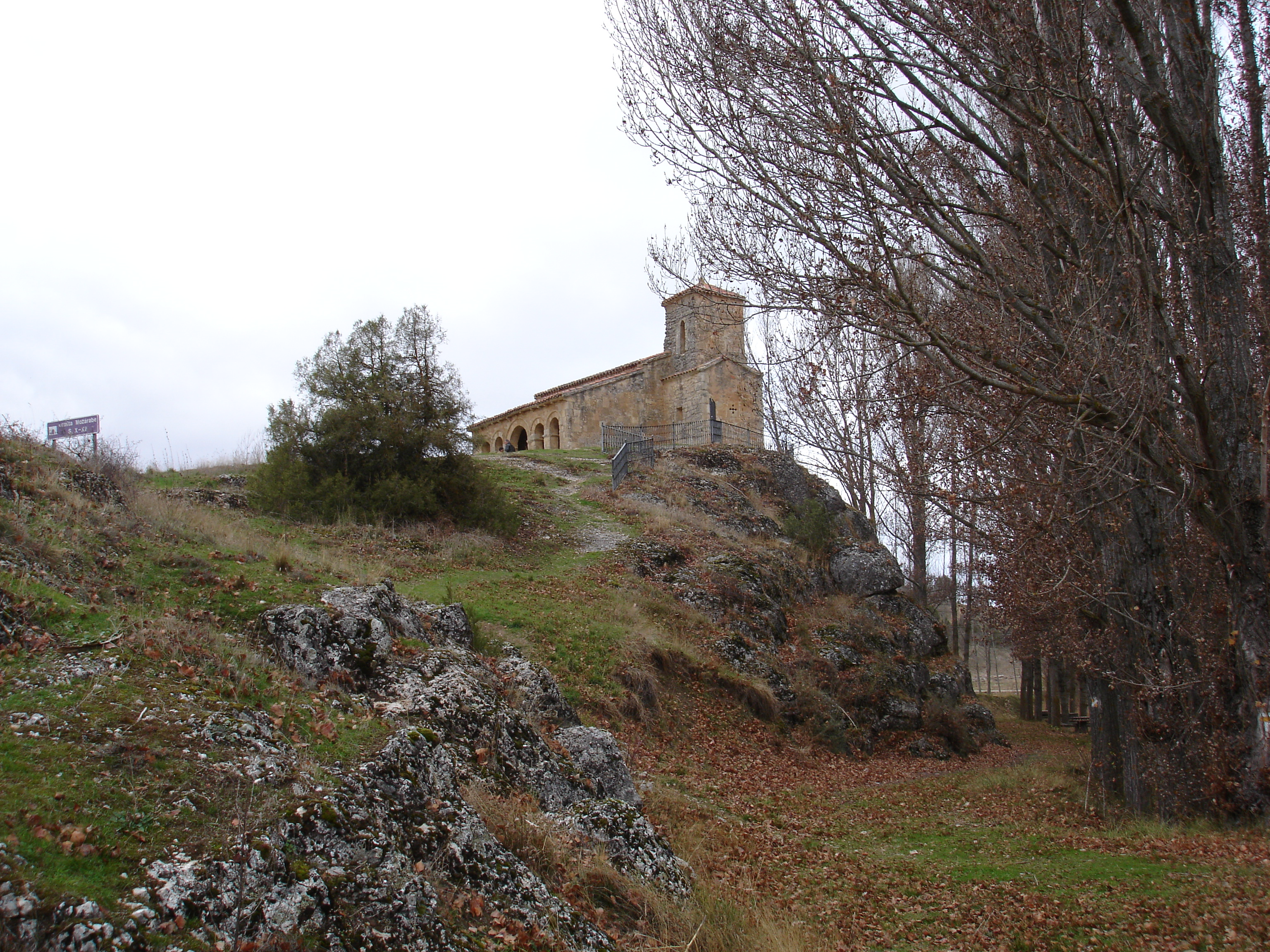
Ermita mozárabe de Santa Cecilia, siglos X y XII.
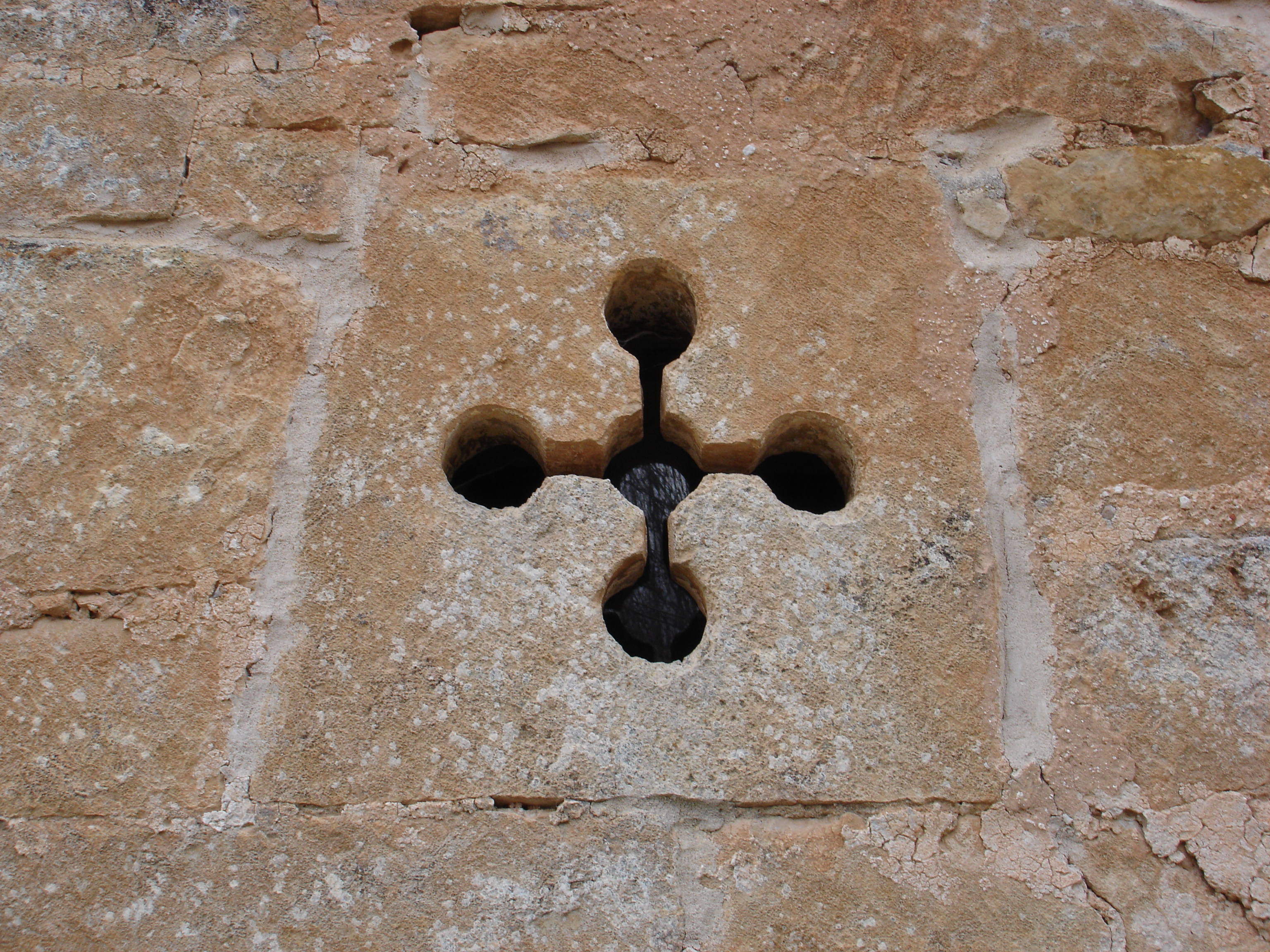
Ventana mozárabe cruciforme. Ermita mozárabe de Santa Cecilia.
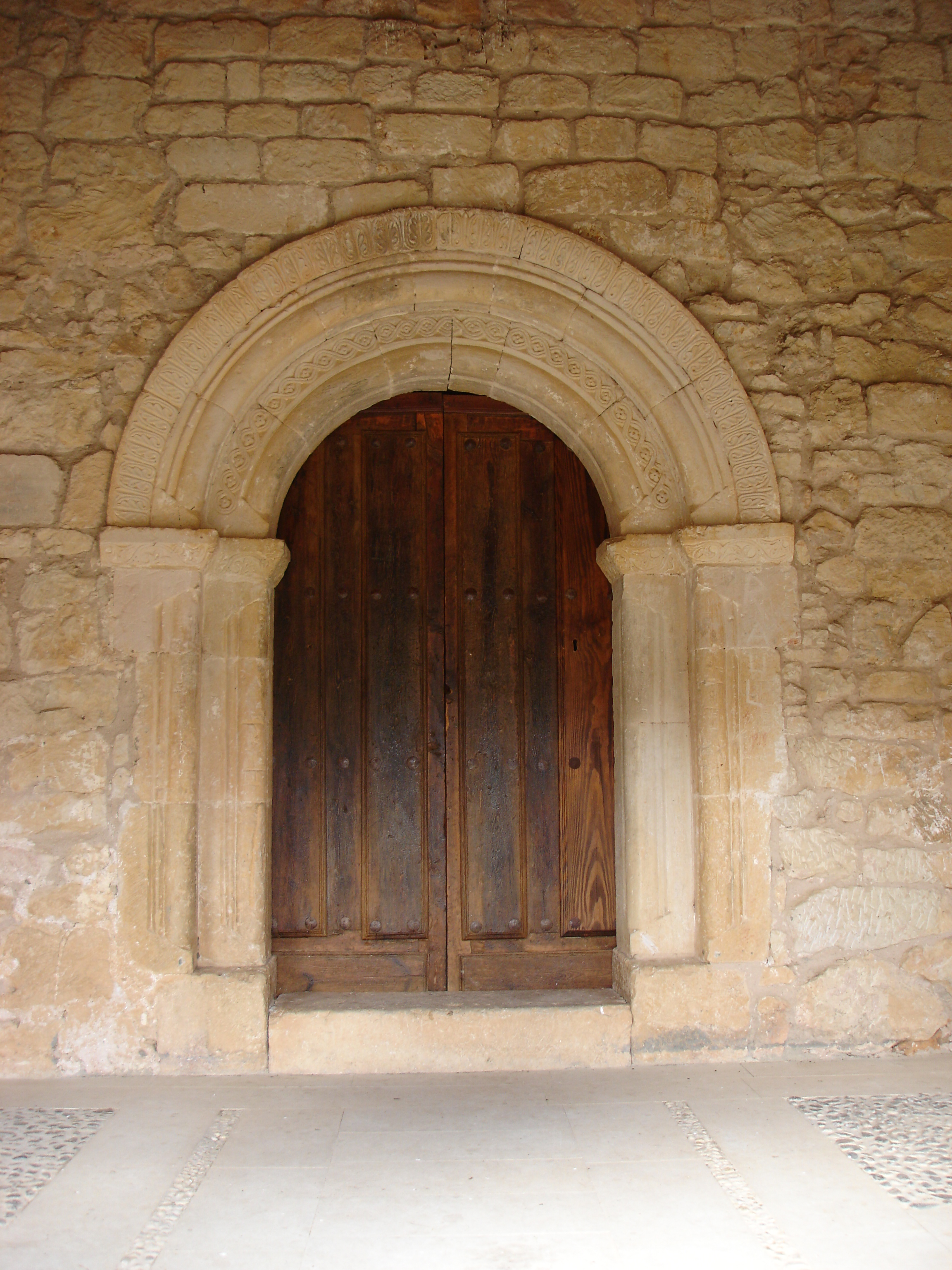
Portada mediados del siglo XII. Ermita mozárabe de Santa Cecilia.
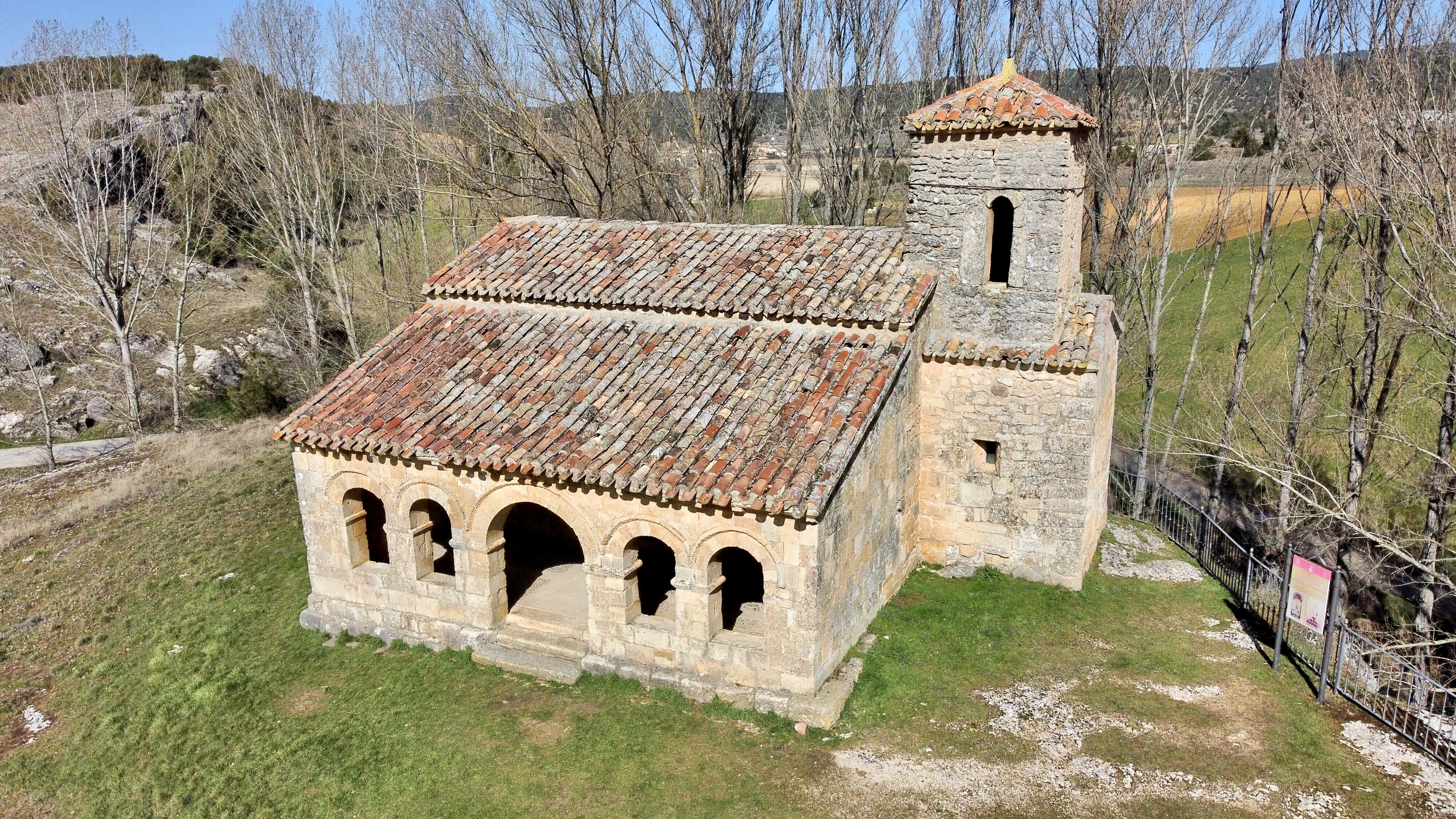
Ermita mozárabe de Santa Cecilia.

La ermita de Santa Cecilia es uno de los monumentos con mayor valor arqueológico de la provincia de Burgos. Está declarada como monumento de bien de interés cultural del patrimonio histórico español, y es una de las escasas veintiuna iglesias mozárabes diseminadas por la península ibérica.
Situada a 1,2 km de la población, junto al río Mataviejas (antiguo río Ura) en una posición privilegiada sobre una gran y elevada roca, a una altitud de 950 metros. 
El documento escrito más antiguo en el que se menciona la ermita de Santa Cecilia es un diploma de Rodrigo Díaz y su esposa Justa del año 924. Este dato histórico permite clasificar al templo entre los monumentos mozárabes de principios del siglo X.
La ermita mozárabe de Santa Cecilia consta de dos partes bien diferentes:
- La nave con su capilla y ábside cuadrado sobre el que se levanta la torre, la más antigua del siglo X.
- El pórtico agregado al muro meridional (románico del siglo XII).

En la construcción del templo se encuentran pruebas de que se usaron restos de edificios anteriores y mucho más antiguos. Entre ellos un pilar de agua bendita labrada en un sillar cuadrangular que es idéntica a la que nos ofrece la estela funeraria de Lara, datados entre los años 130 a 200 (siglo II). Varias estelas mozárabes, una de ellas con una cruz vacía. Un monumento funerario romano que sirvió de apoyo adosado al muro del pórtico hasta el año 1889, donde en una reconstrucción realizada por los monjes benedictinos la emplearon como pilar sobre el que colocaron la mesa del altar, en la traducción de la inscripción reza "A los dioses Manes, Sertoria Septumina al piadosísimo cónyuge Lucio Sertorio paterno de 60 años y a los 90 de su edad de ella". Todas estas reliquias antiguas se encuentran hoy en día custodiadas y para que no sean robadas en el monasterio de santo Domingo De Silos.
La actual ermita sirvió de iglesia parroquial al pueblo de Tabladillo y fue asistida de continuo por un monje.
Santa Cecilia: Noble cristiana romana, derramó su sangre alrededor del año 230 en tiempo del emperador Alejandro Severo. Su recuerdo quedó vivo en la cristiandad romana por su fe, por su devoción y por su generosidad. El culto se inicia en el siglo VI, aunque hasta el VII no hay constancia en la península ibérica. Es muy probable que la festividad de Santa Cecilia se celebrase ya en tiempos de los visigodos en la pequeña capilla. Se la considera patrona de los músicos a partir del siglo XV a partir de una interpretación un poco arbitraria de un párrafo de la Actas Martiriales de finales del siglo V, donde dicen: "mientras resonaban los órganos y las cítaras, Cecilia, como enajenada y con el corazón suspenso de una música ultraterrena, cantaba, a solas, al Señor una estrofa del salmo".
La antigua imagen de Santa Cecilia fue robada el 13 de julio de 1984, junto con varias piezas más, entre ellas varios candelabros también muy antiguos.
- Tabladillo.

En el siglo II de nuestra era llegó a ser ciudad principal o libre que se gobernaba por sus propias leyes y cuyos vecinos podían disfrutar de los derechos y privilegios de Roma. En los siglos X, XI y XII fue partido territorial perteneciéndole 13 poblaciones, formando el valle de Tabladillo. Este comprendía el valle que riega el río Mataviejas desde las hoces de Carazo hasta Puentedura, unos 20 km. La ermita nació aquí, junto a Tabladillo, pues este estaba situado justo enfrente de la ermita, a mitad de camino entre la ermita y el monte de los Cotos. Sin duda la ermita de Santa Cecilia fue y es hoy en día una joya en el valle de Tabladillo.

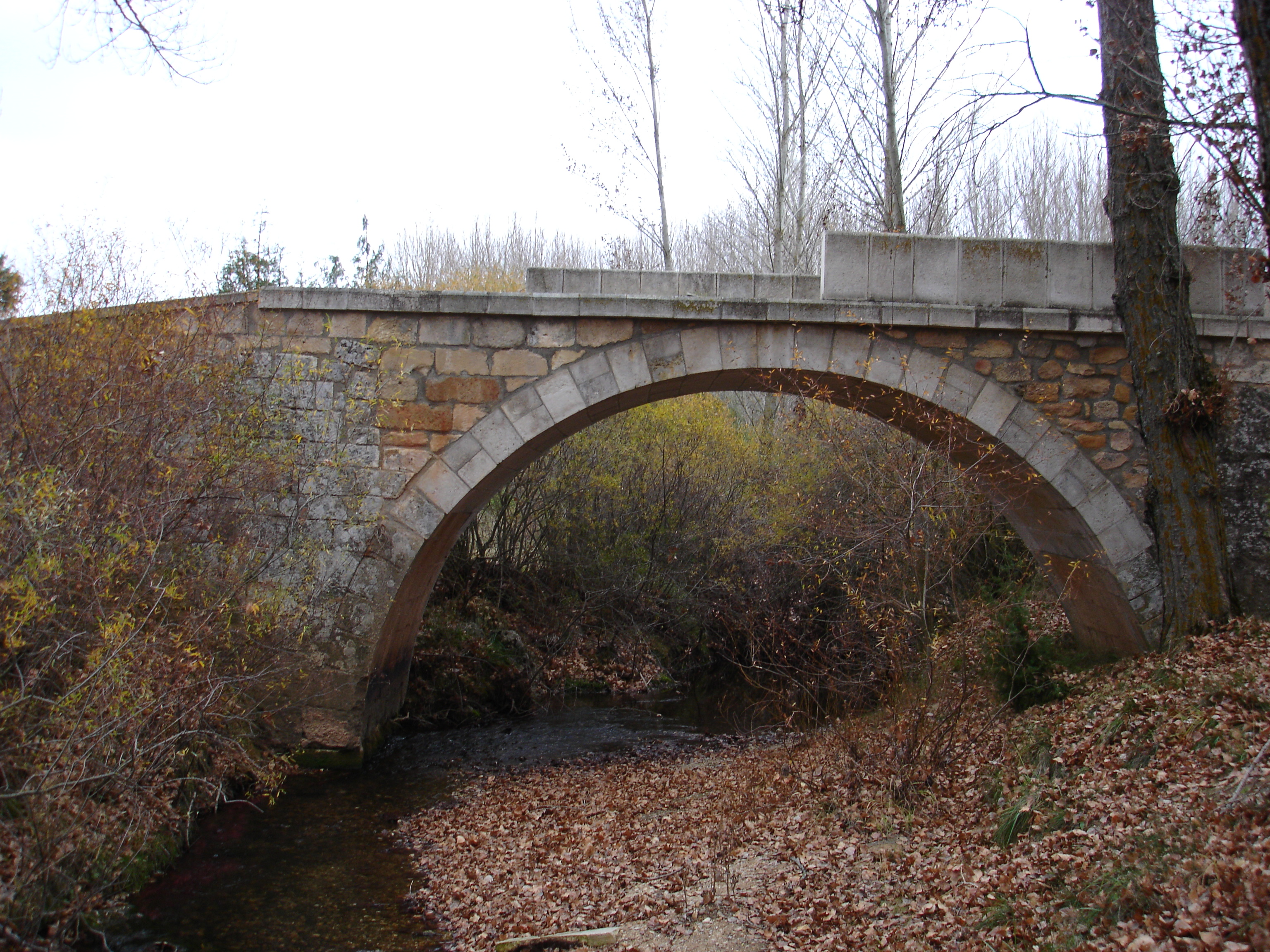
Puente romano de Tabladillo
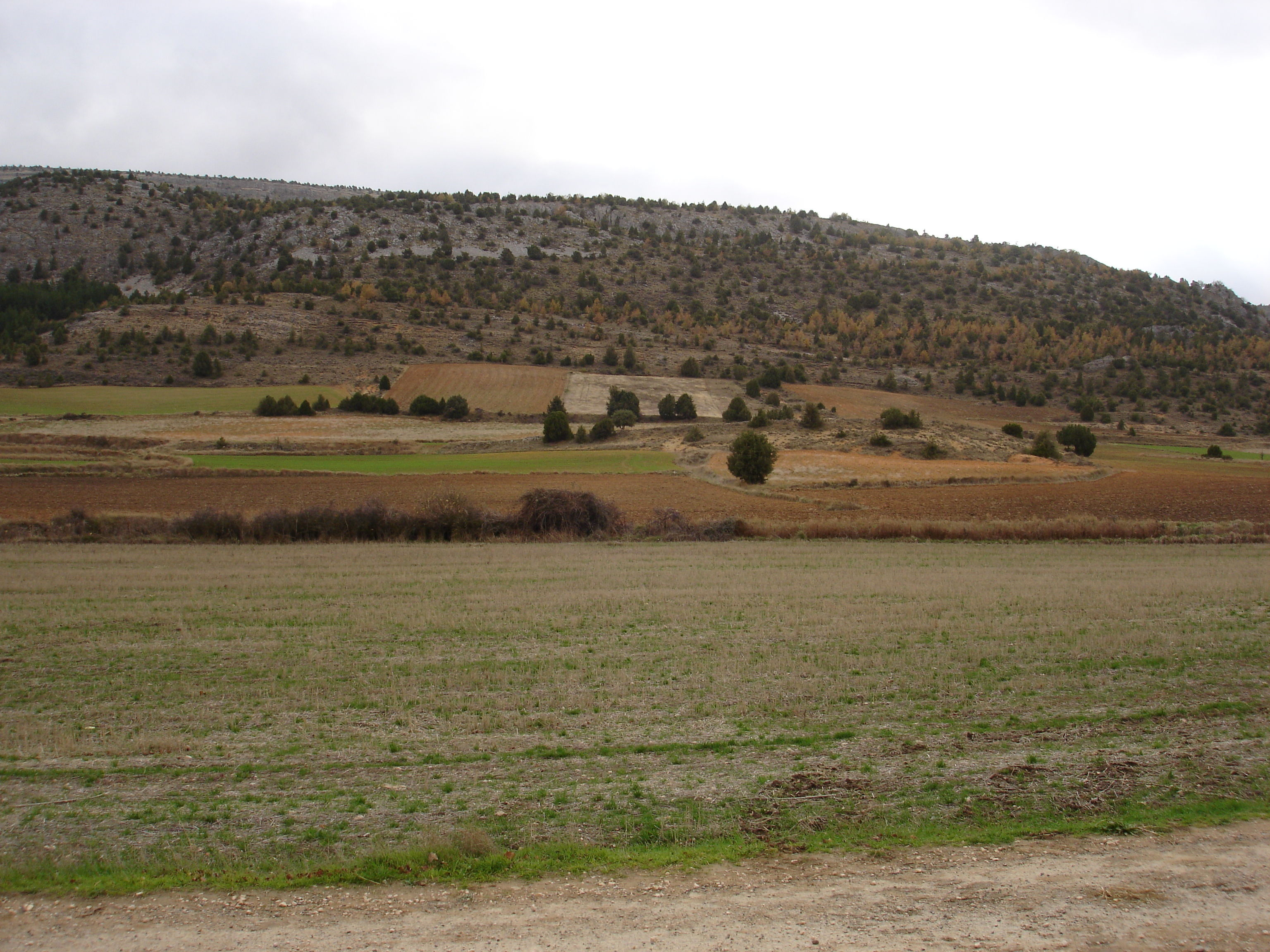
Monte de los Cotos
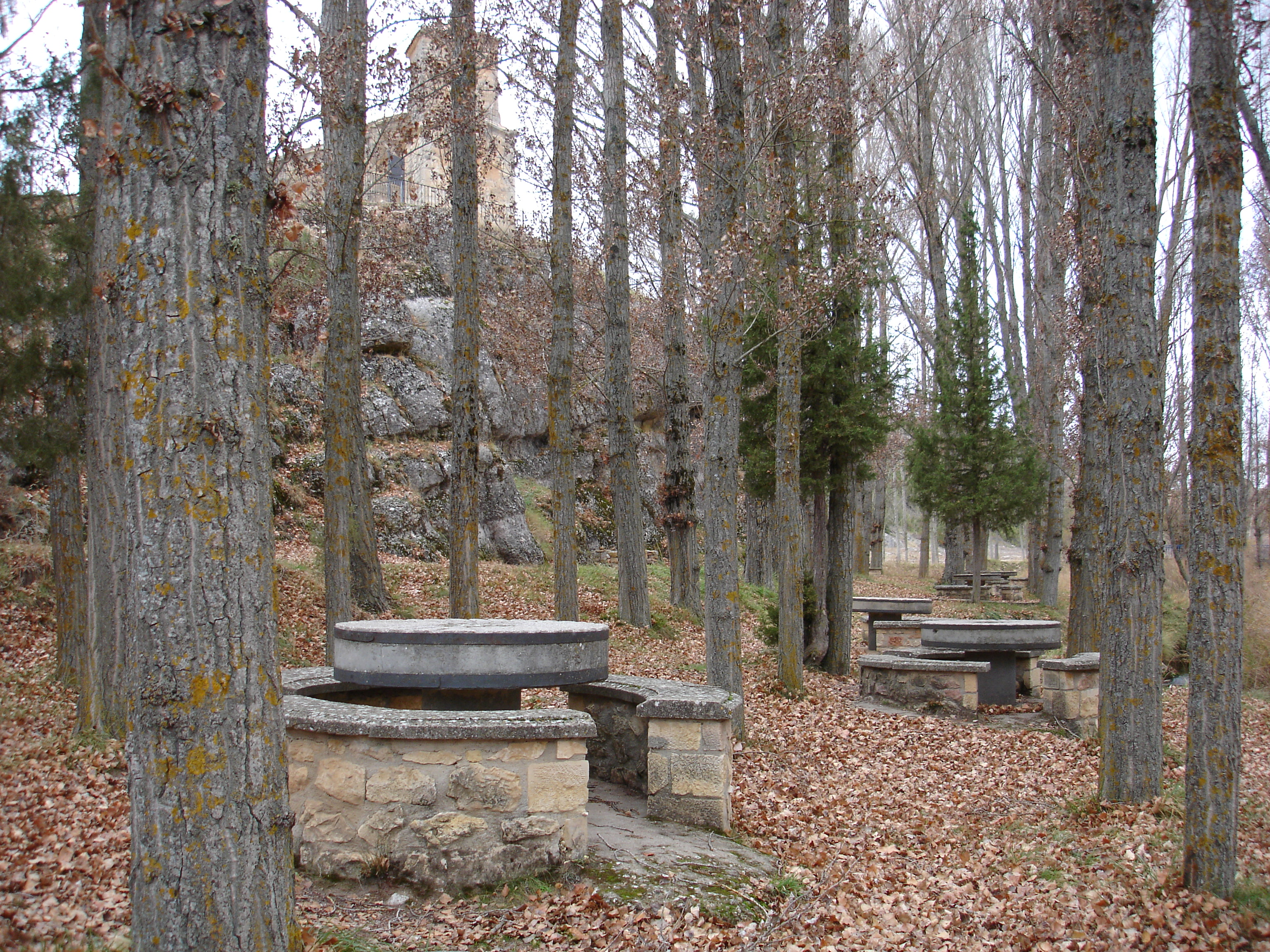
Merenderos realizados con ruedas de molinos
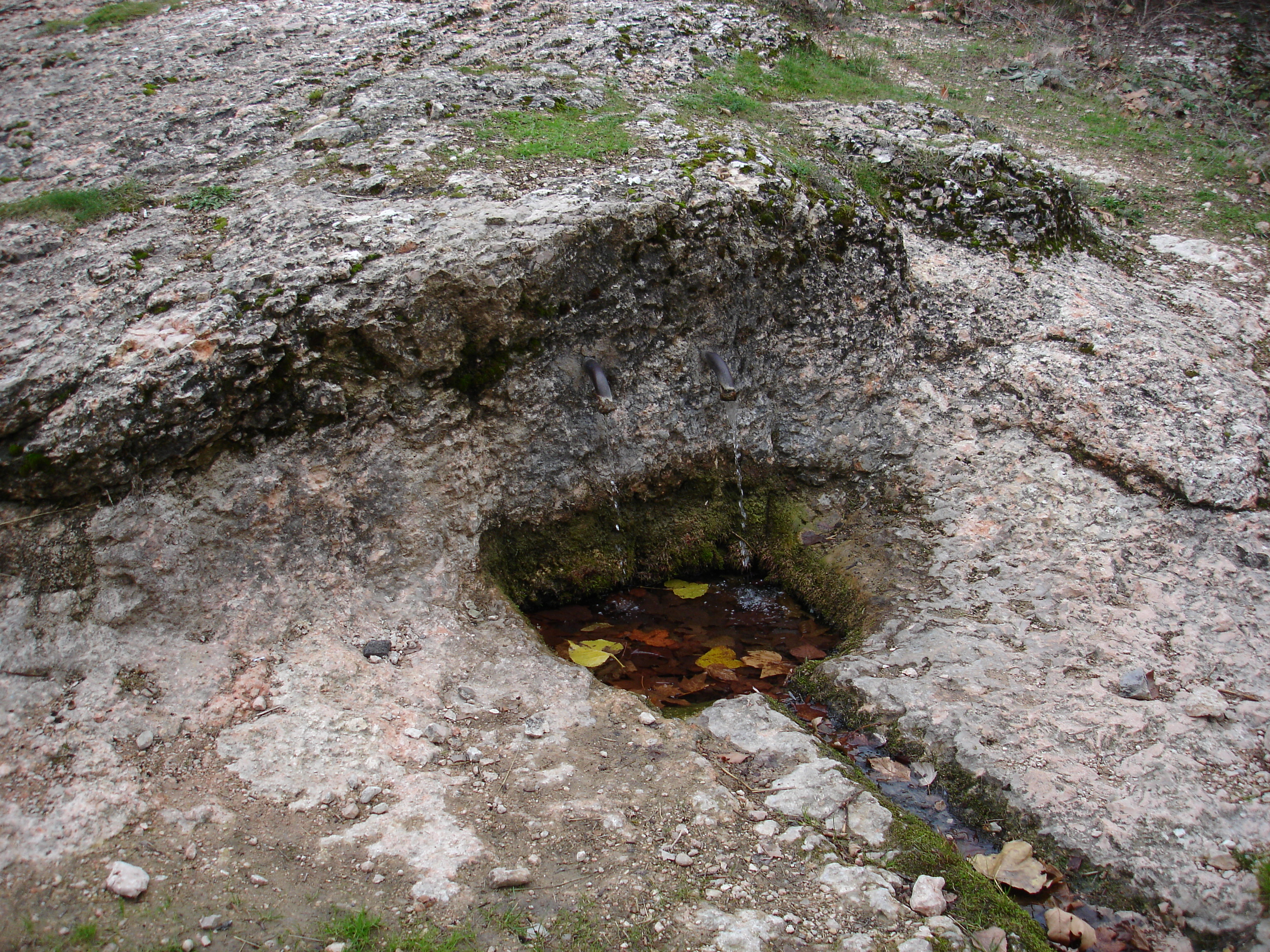
Fuente Caños

- Iglesia de San Pelayo.

Situada en lo más alto de pueblo, se accede a ella a través de una pequeña senda que, según se asciende, va mostrando las vistas del pequeño valle donde está situado Barriosuso, una vez en la iglesia esta hace de pequeño mirador. Aunque hay que hacer un esfuerzo para subir hasta ella realmente merece la pena.
A la iglesia se la distinguen dos construcciones claras. Una que es una pequeña nave donde se encuentran los canecillos con rostros de animales y rostros humanos y una segunda construcción que es una ampliación de la primera, añadiéndole el porche, la sacristía y donde está situado ahora el altar.

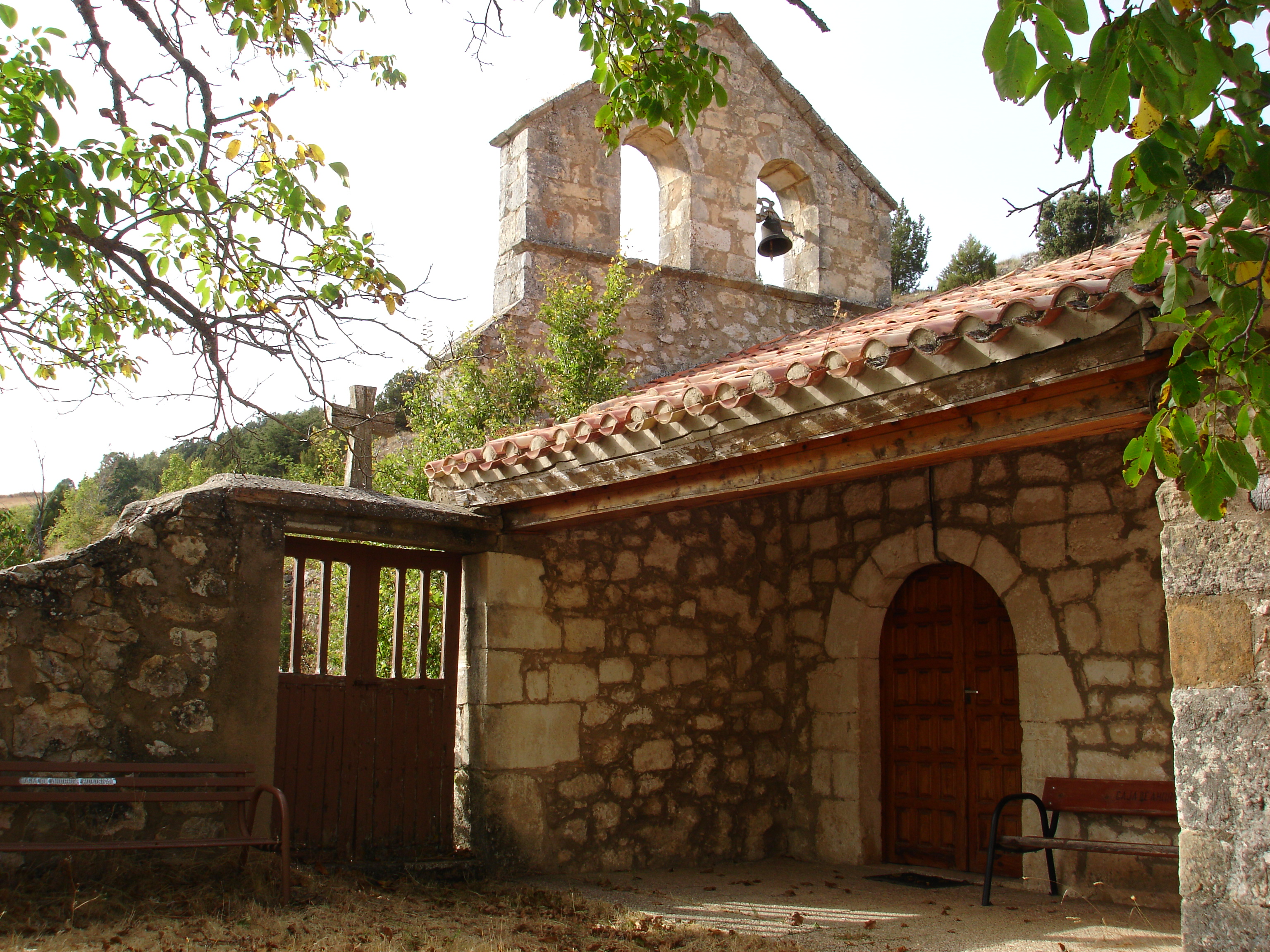
Iglesia de San Pelayo.
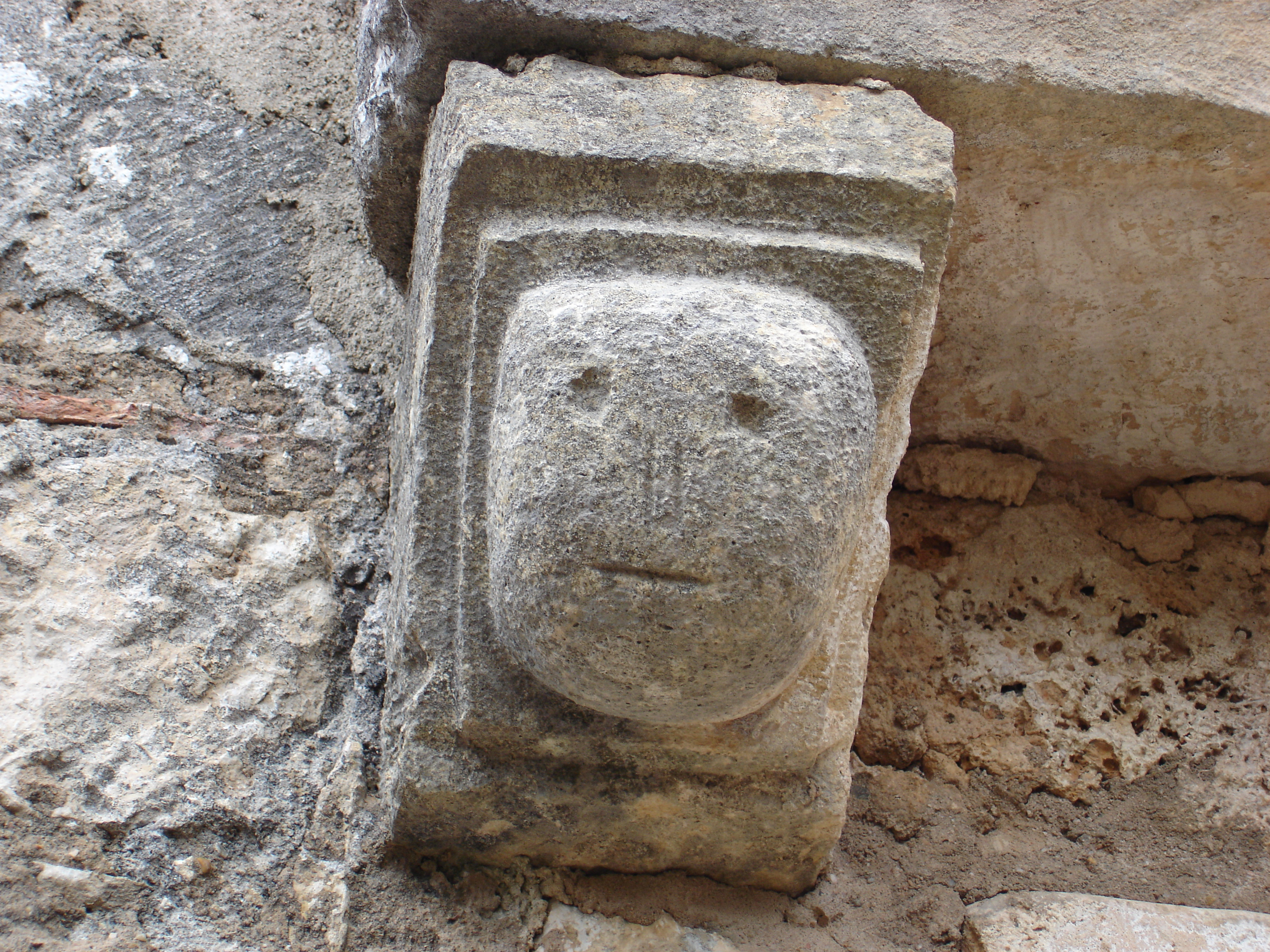
Canecillo de la iglesia de San Pelayo.
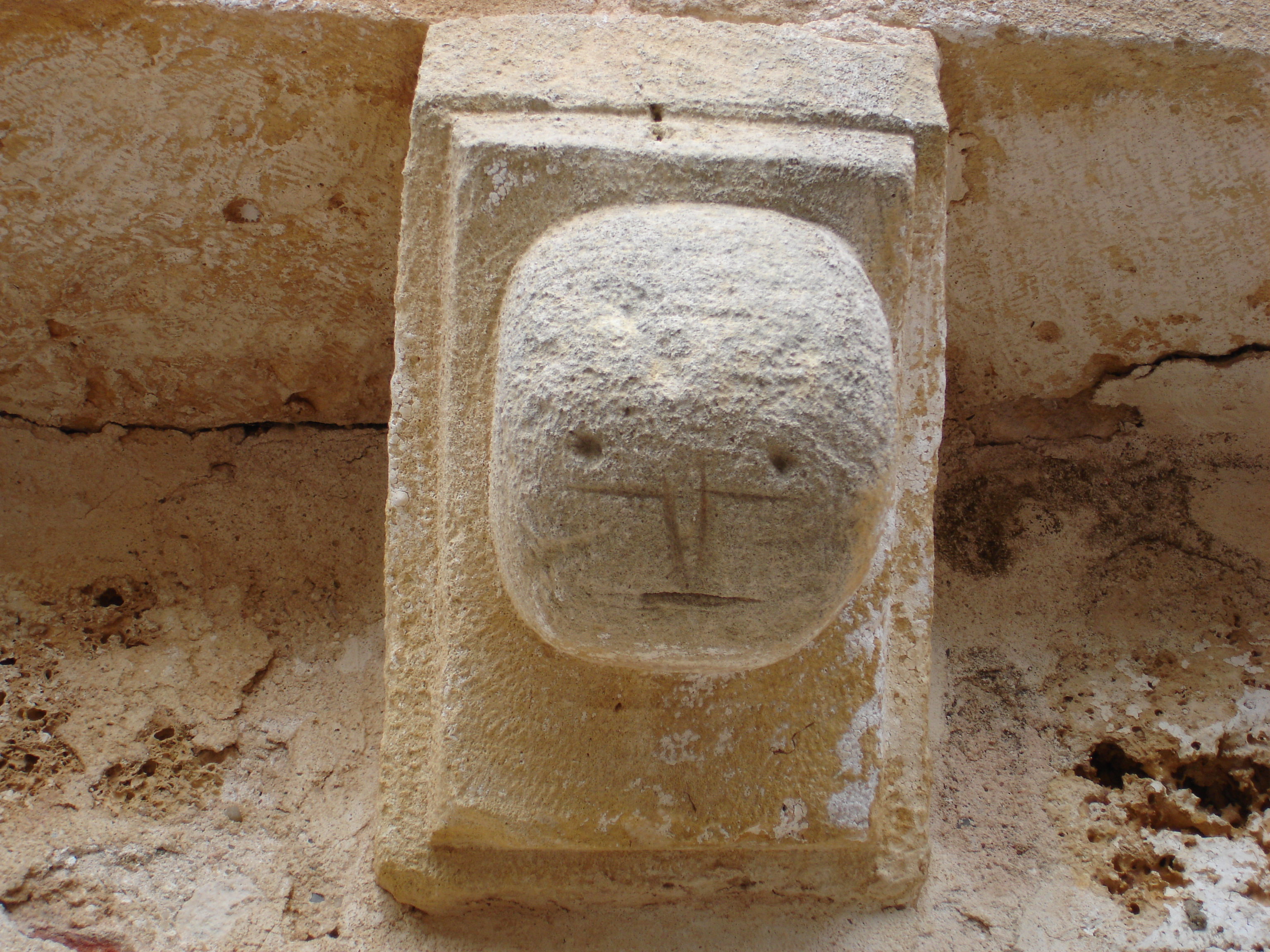
Canecillo de la iglesia de San Pelayo.
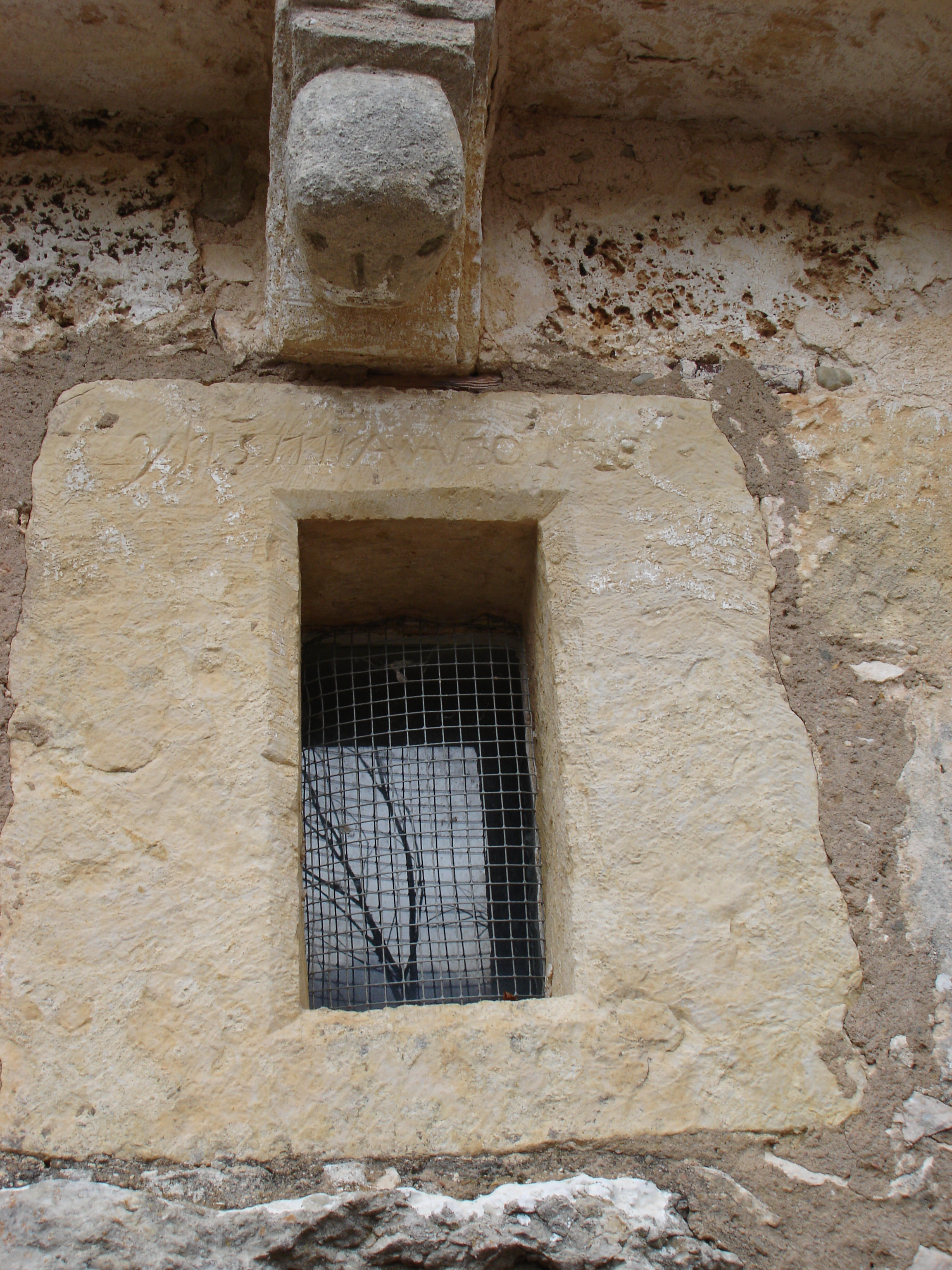
Escritura antigua en la ventana, iglesia de San Pelayo.
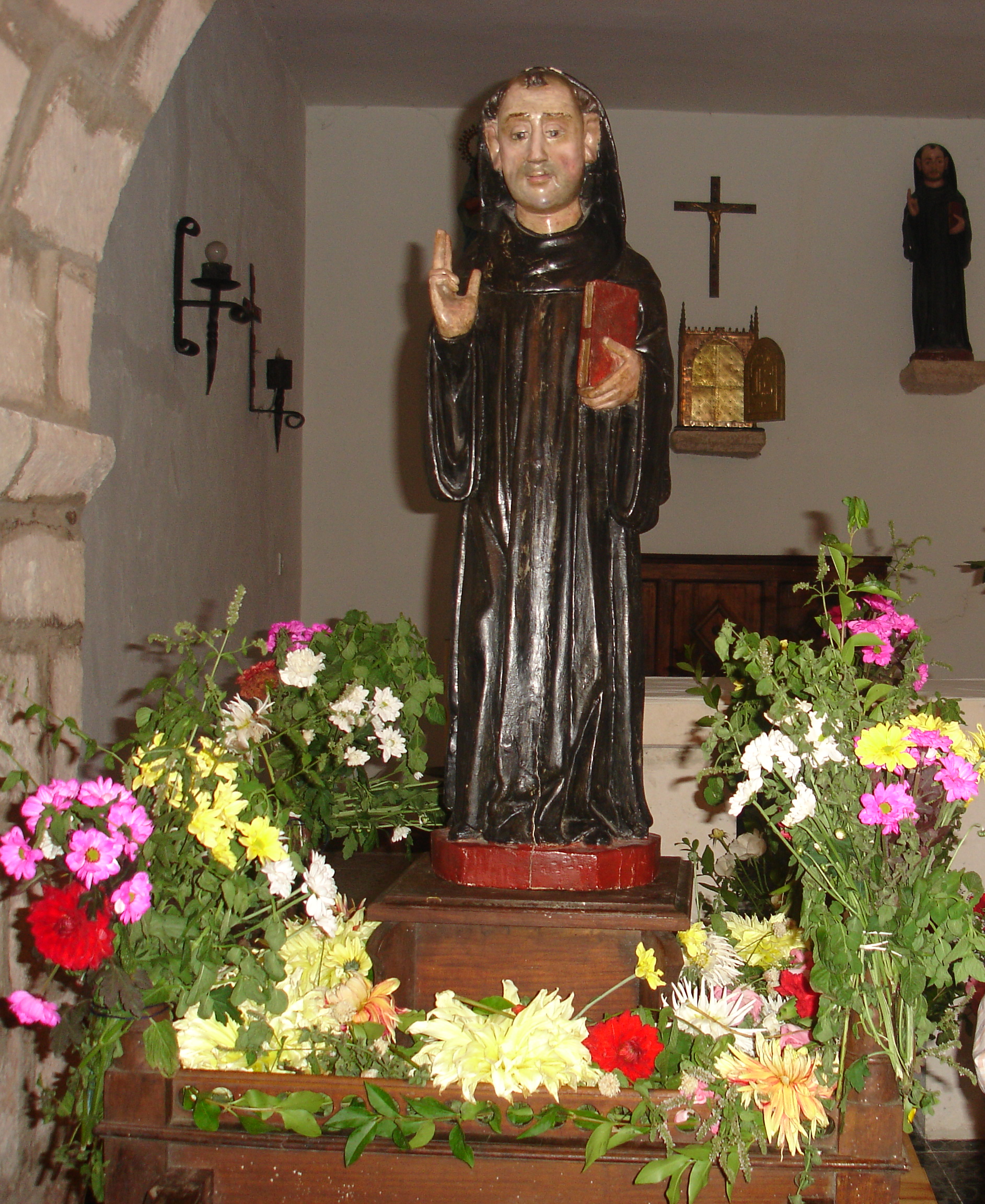
Imagen de San Pelayo.
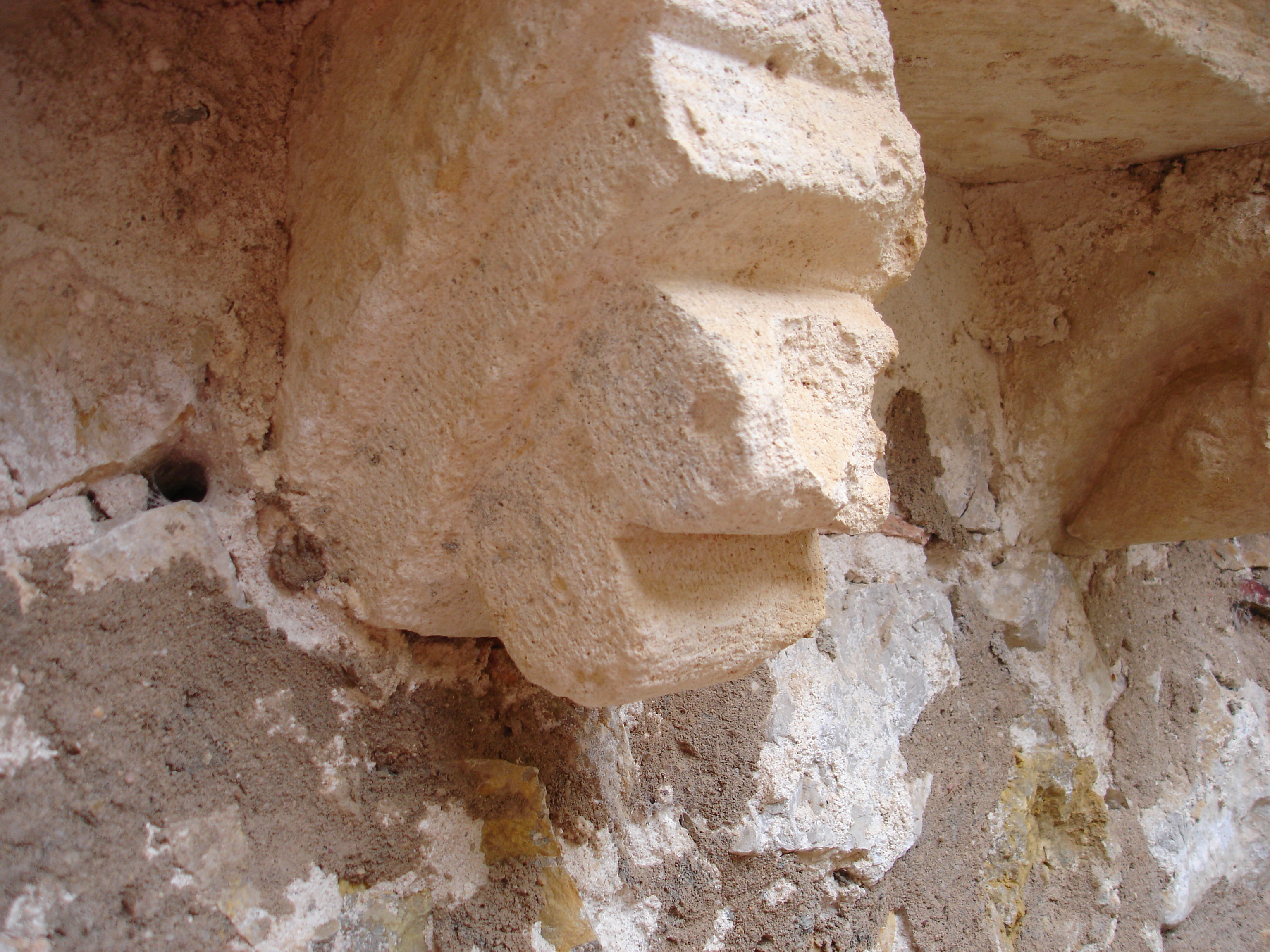
Canecillo de la iglesia de San Pelayo.
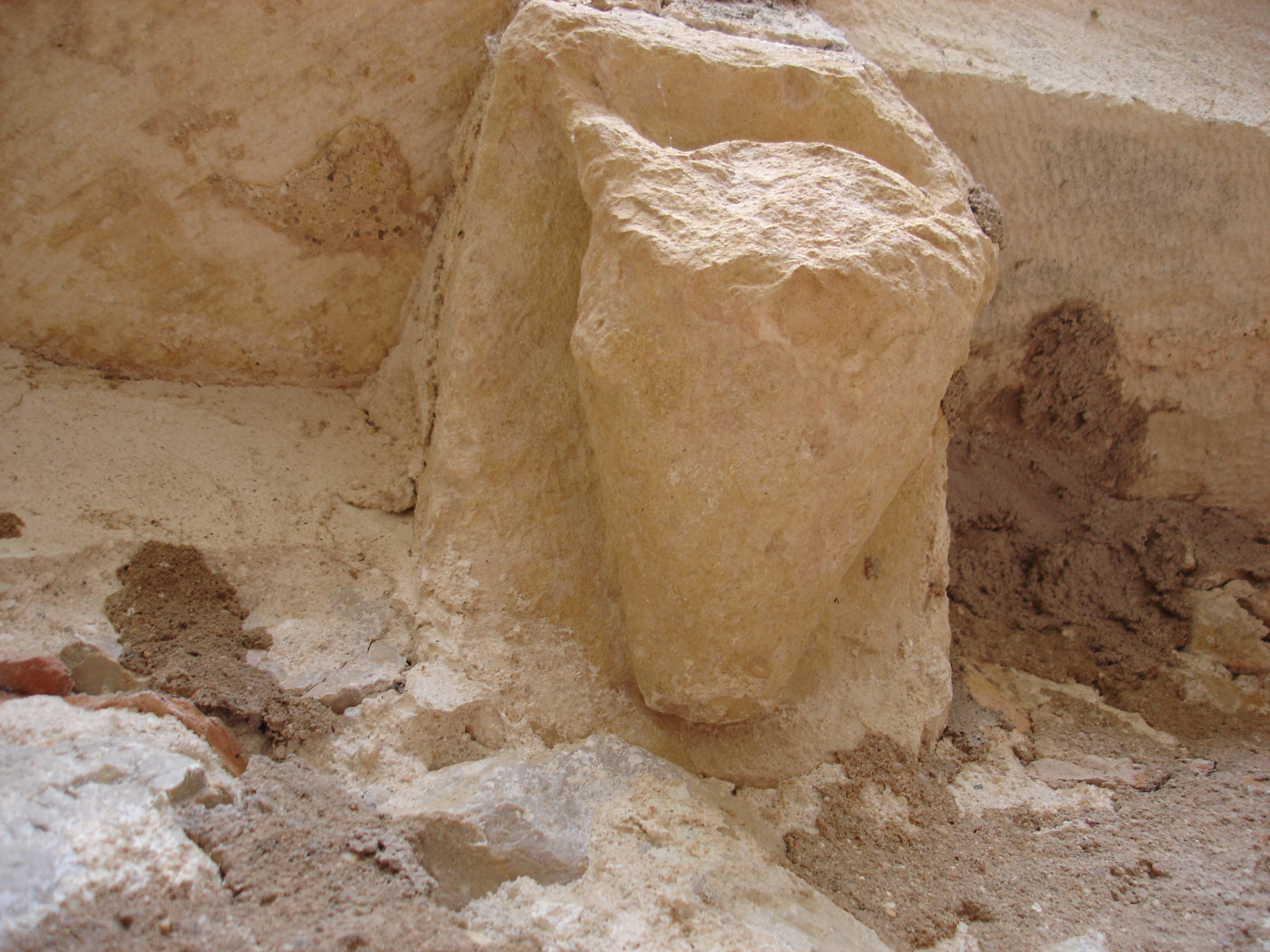
Canecillo de la iglesia de San Pelayo.
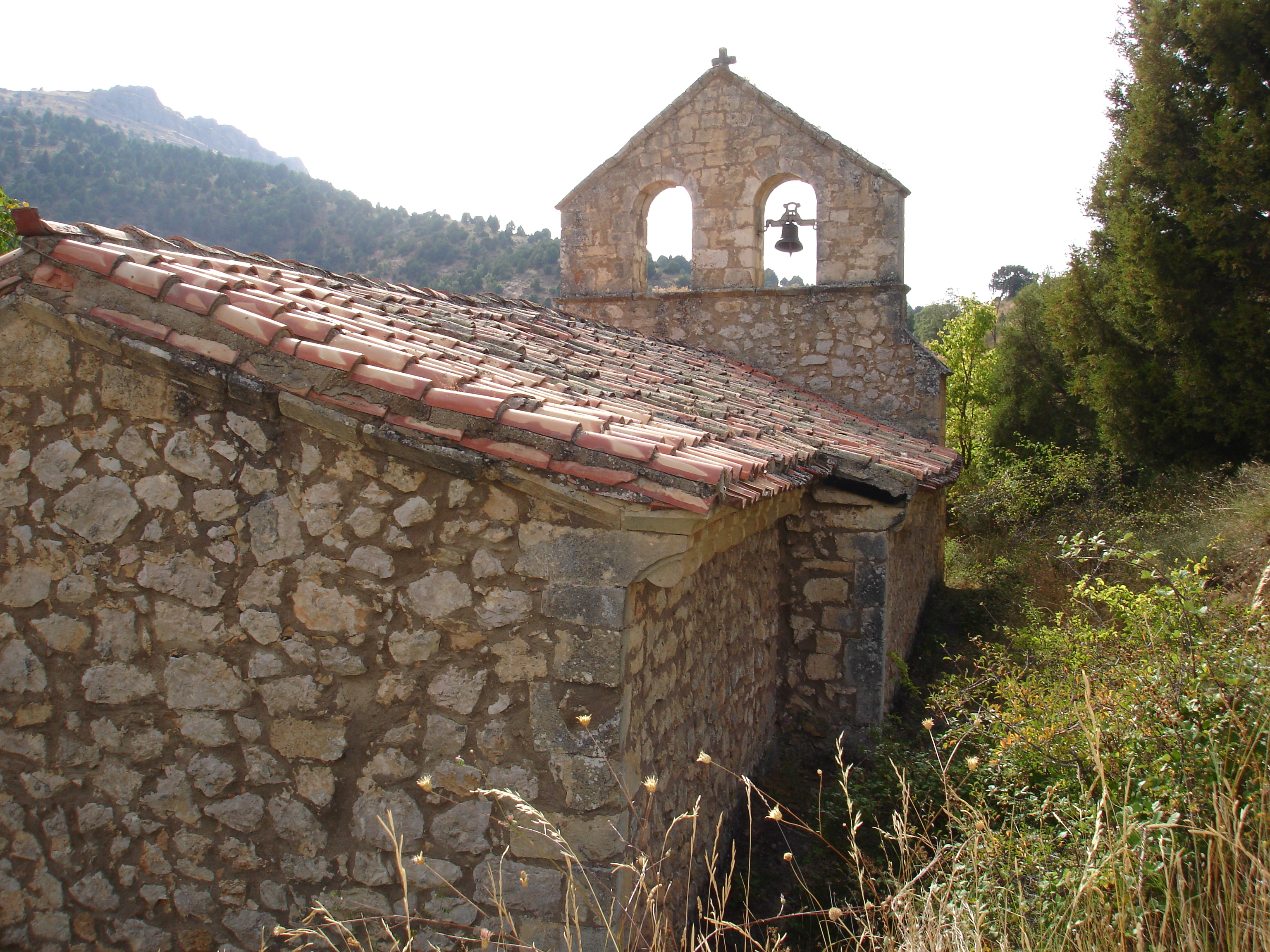
Iglesia de San Pelayo.
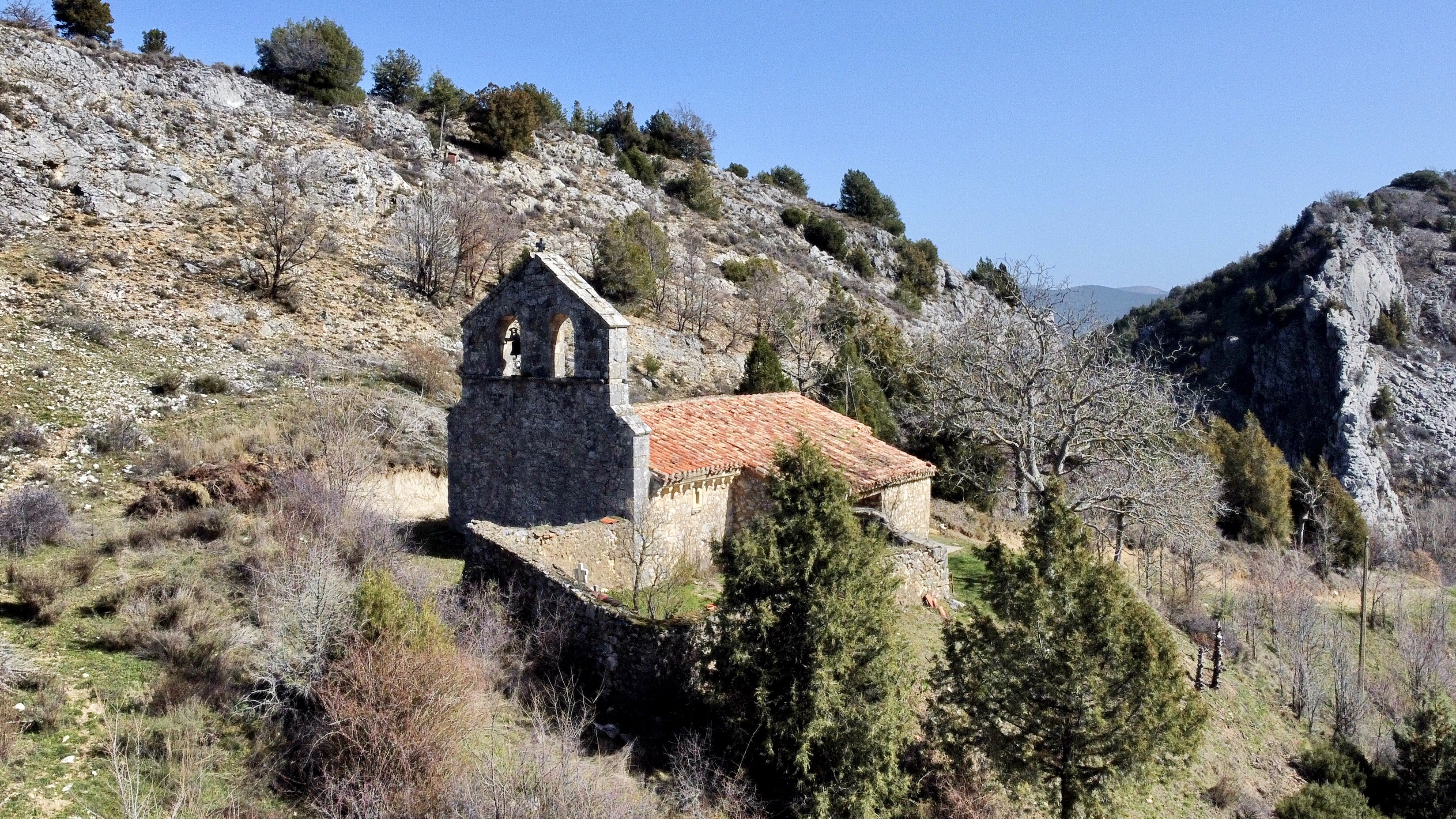
Iglesia de San Pelayo.